# 에이잭스역
에이잭스역(Ajax Station)은 캐나다 온타리오주 에이잭스에 위치한 GO 트랜싯이 운영하는 통근열차 노선인 레이크쇼어 이스트선의 정차역이다. 역은 401번 고속도로 남쪽에 있으며 출입구는 웨스트니 로드와 페어럴 스트리트에 있다.

## 위치
에이잭스역은 메트로링스가 소유하는 GO선 3.5 마일 (5.6 km) 지점에 위치해있으며, 동쪽으로는 휘트비역, 서쪽으로는 피커링역이 위치해있다. 피커링에서 오샤와까지는 메트로링스의 전용 선로인 GO선이 캐나다 내셔널 철도의 킹스턴선과 나란히 달리며, 피커링 서쪽에서 레이크쇼어 이스트선 열차가 킹스턴선으로 다시 합류한다. 다음 역인 휘트비역 남쪽에는 GO 트랜싯의 동부 철도 차량기지가 있는데, 이 차량기지는 미미코역 근처에 있는 윌로우브루크 차량기지와 더불어 레이크쇼어선 차량을 검수하고 정비하는 곳이다. 이 차량기지의 선로 길이는 총 1km가 넘어가며 선로 스위치는 72개로, 총 22대의 열차를 주박할 수 있다. 2015년 5월 27일에 착공했던 이 차량기지는 2018년 3월 14일에 개통하였다.

## 역사
레이크쇼어선은 1967년 5월 피커링에서 오크빌까지 개통하였고, 기존 노선의 성공에 힘입어 온타리오주는 레이크쇼어 웨스트선을 오크빌에서 해밀턴까지, 레이크쇼어 이스트선을 피커링에서 오샤와까지 연장하는 방안을 계속 모색하였으나, 캐나다 내셔널 철도와 캐나다 태평양 철도의 화물열차 운행으로 노선 연장에 어려움을 겪었다. 노선 연장을 하려면 별도의 선로를 건설해야 했으며 건설 비용이 비쌌던 관계로 1970년대 후반에는 무인 경전철 노선을 운행하는 방안도 검토하였다.
하지만 이 계획은 1980년대 후반에 연방 정부가 화물 열차보다 여객 열차에 우선권을 주는 법안을 통과하면서 상황이 달라졌다. 이에 따라 GO 트랜싯은 별도의 경전철 노선을 짓는 대신 킹스턴선을 따라 새로운 전용 선로를 짓기로 하고 1988년 12월 4일에 레이크쇼어 이스트선은 피커링에서 휘트비까지 연장되면서 에이잭스역도 개통하였다. 하지만 1993년 7월 3일에 주 정부 예산 삭감으로 에이잭스역은 평일 출퇴근 시간대에만 열차가 운행했고 평시에는 피커링에 종착하였다. 1995년 1월 8일, GO선이 오샤와까지 연장되었고 2000년 5월 1일에는 GO선을 따라 평일에는 오샤와까지 운행했지만, 주말과 공휴일에는 피커링역에서 종착하였다. 주말과 공휴일 열차도 2006년 12월 30일에 오샤와까지 연장되었다.
2013년에는 에이잭스역에 주차 타워 건물이 개통하여 1,000대 넘는 주차 공간이 확보되었다.

## 시설
에이잭스역은 GO 트랜싯 직원이 상주하는 유인역으로, GO 트랜싯 매표소는 평일 오전 6시부터 오후 8시 45분까지, 주말과 공휴일에는 오전 6시 30분부터 오후 8시 45분까지 개장하며, 나머지 시간대에는 무인으로 운영한다. 매표소에서는 프레스토 카드를 연령층에 맞춰서 설정하거나 기본 출발 및 도착역을 설정하여 하차태그를 하지 않아도 자동으로 정산할 수 있도록 할 수 있다. 이 외에도 통근열차 티켓 구매나 카드 충전은 역에 있는 자동판매기에서 할 수 있다. 프레스토 카드가 없는 경우에는 신용카드나 체크카드를 단말기에 태그해 요금을 정산할 수도 있고, 스마트폰에서 GO 트랜싯 홈페이지에 들어가 이티켓 (e-ticket)을 구매할 수도 있다.
역 내부에는 대합실, 화장실, 와이파이, 공중전화가 있으며, 승강장에는 눈과 비를 피할 수 있는 쉼터가 있고, 겨울에는 난방도 된다. 역 건물과 승강장, 열차 내부는 휠체어 승객도 이용할 수 있으며, 역 건물과 지하도, 승강장을 잇는 엘리베이터와 승강장 중앙에 있는 휠체어 경사로를 통해 휠체어 승객도 열차를 이용할 수 있다. 환승 주차장은 총 세 곳으로, 중앙 주차장에는 1,390대, 남부 주차장에는 304대, 주차타워에는 1,356대의 주차 공간이 있으며, 최대 48시간까지 무료 주차가 가능하다. 이 역을 자주 이용하는 승객은 전용 주차 공간을 사전에 예약할 수 있으며, 이 역으로 카풀해서 오는 승객들은 카풀 전용 주차 공간에 주차할 수 있다. 이 역으로 마중 나오는 차량 또한 역 앞에 있는 정차 공간에서 대기할 수 있다. 이 역에서는 자전거 이용 승객을 위한 자전거 거치대가 있다.
GO 트랜싯 광역버스와 더럼 지역 교통 시내버스는 역 앞에 있는 버스 승강장에서 승차할 수 있다.

## 운행 계통
에이잭스역은 매일 최대 30분 간격으로 토론토와 오샤와를 잇는 레이크쇼어 이스트선 통근열차가 운행하며, 통근열차가 운행하지 않는 이른 아침이나 늦은 밤에는 90B번 버스가 유니언과 오샤와역을 잇는다. 이 외에도 토론토 노스요크와 오샤와를 잇는 96번 오샤와 / 핀치 급행 버스도 이 역에 정차하며, 주말에는 토론토 동물원에도 정차한다.

## 버스 연결편
GO 트랜싯과 DRT 시내버스 사이에는 무료 환승이 가능하다.

### GO 트랜싯
| 노선 | 노선               | 노선                   | 종점                 | 종점 | 종점     | 경유지 | 기준일          | 비고 |
| ---- | ------------------ | ---------------------- | -------------------- | ---- | -------- | --- | --------------- | ---- |
| 90B  | 레이크쇼어 이스트  | Lakeshore East         | 유니언역 버스 터미널 | ↔    | 오샤와역 | - 오샤와 방면: 휘트비역 · 오샤와역 - 토론토 방면: 피커링역 · 유니언역 버스 터미널                                           | 2023년 6월 24일 |      |
| 96B  | 오샤와 / 핀치 급행 | Oshawa / Finch Express | 핀치 버스 터미널     | ↔    | 오샤와역 | - 오샤와 방면: 휘트비역 · 오샤와역 - 토론토 방면: 스카버러센터 버스 터미널 · 영 / 셰퍼드 (셰퍼드-영역) · 핀치 버스 터미널   | 2023년 6월 24일 |      |
| 96Z  | 오샤와 / 핀치 급행 | Oshawa / Finch Express | 핀치 버스 터미널     | ↔    | 오샤와역 | - 오샤와 방면: 휘트비역 · 오샤와역 - 토론토 방면: 토론토 동물원 · 스카버러센터 버스 터미널 · 영 / 셰퍼드 · 핀치 버스 터미널 | 2023년 6월 24일 |      |

### 더럼 지역 교통국
| 노선 | 종점                                                            | 종점 | 종점               | 경유지 | 비고 |
| ---- | --------------------------------------------------------------- | ---- | ------------------ | --- | --- |
| 211  | 피커링 파크웨이 터미널                                          | ↔    | 에이잭스역         | 웨스트니 / 킹스턴 로드 · 레이븐스크로프트 / 로스랜드 · 웨스트니 / 로스랜드 · 로스랜드 / 레이븐스크로프트 · 로스랜드 / 처치 · 처치 / 킹스턴 로드 · 노션 / 킹스턴 로드 · 피커링 파크웨이 터미널 | 평일 출퇴근 시간대에만 운행                                                                              |
| 216  | 오들리 / 톤턴                                                   | ↔    | 에이잭스역         | 베일리 / 웨스트니 · 하우드 / 킹스 크레센트 · 하우드 / 킹스턴 로드 · 하우드 / 노스랜드 · 하우드 / 톤턴 · 오들리 / 톤턴 | 매일 상시 운행                                                                                           |
| 222  | 에이잭스역                                                      | ↔    | 에이잭스역         | 베일리 / 웨스트니 · 베일리 / 모나크 · 베일리 / 하우드 · 베일리 / 세일럼 · 베일리 / 오들리 · 피커링비치 / 롤로 · 베일리 / 세일럼 · 베일리 / 하우드 · 베일리 / 모나크 · 베일리 / 웨스트니 · 에이잭스역 | 평일 출퇴근 시간대에만 운행                                                                              |
| 224  | 에이잭스역                                                      | ↔    | 세일럼 / 톤턴      | 페어롤 / 다우티 · 스테이션 / 하우드 · 하우드 / 베일리 · 레이크리지 병원 · 레이크 드라이브웨이 / 하우드 · 하우드 / 클로버리지 · 피커링비치 / 롤로 · 피커링비치 / 베일리 · 세일럼 / 킹스턴 로드 · 세일럼 / 로스랜드 · 세일럼 / 톤턴                                                                                                 | 매일 상시 운행                                                                                           |
| 224A | 에이잭스역                                                      | ↔    | 에이잭스역         | 베일리 / 웨스트니 · 베일리 / 모나크 · 모나크 / 클리먼츠 · 파크스 / 발리 · 레이크 드라이브웨이 / 하우드 · 하우드 / 클로버리지 · 하우드 / 드레이어 · 레이크리지 병원 · 하우드 / 베일리 · 스테이셔 / 하우드 · 스테이션 / 다우티 · 에이잭스역                                                                                         | 평일 출근 시간대에만 운행                                                                                |
| 915  | 하모니 터미널                                                   | ↔    | 에이잭스역         | 웨스트니 / 킹스턴 로드 · 웨스트니 / 레이븐스크로프트 · 웨스트니 / 로스랜드 · 웨스트니 / 톤턴 · 톤턴 / 하우드 · 톤턴 / 세일럼 · 톤턴 / 오들리 · 톤턴 / 볼드윈 · 톤턴 / 앤더슨 · 톤턴 / 식슨 · 오샤와 공항 · 톤턴 / 심코 · 톤턴 / 릿슨 · 톤턴 / 윌슨 · 하모니 터미널                                                                | 매일 상시 운행                                                                                           |
| 917  | 피커링 파크웨이 터미널 (평일 및 주말 저녁) 토론토 동물원 (주말) | ↔    | 오샤와 센터 터미널 | - 오샤와 방면: 페어롤 / 다우티 · 하우드 / 베일리 · 하우드 / 피커링비치 · 하우드 / 오들리 · 빅토리아 / 고든 · 휘트비역 · 더럼 대학 · 오샤와 센터 터미널 - 피커링 및 스카버러 방면: 웨스트니 / 베일리 · 베일리 / 브록 · 피커링 파크웨이 터미널 · 킹스턴 로드 / 화이트 · 킹스턴 로드 / 알토나 · 킹스턴 로드 / 셰퍼드 · 토론토 동물원 | 매일 상시 운행. 토론토 동물원까지 주말 낮 시간대에 한해 운행. 평일과 주말 저녁에는 피커링 터미널에 종착. |

## 인접한 역
| 메트로링스 GO선    | 메트로링스 GO선               | 메트로링스 GO선    |
| ------------------ | ----------------------------- | ------------------ |
| 피커링 유니언 방면 | GO 트랜싯 레이크쇼어 이스트선 | 휘트비 오샤와 방면 |